# Cloeosiphon aspergillus
Cloeosiphon aspergillus is een soort in de taxonomische indeling van de Sipuncula (Pindawormen).
Het dier behoort tot het geslacht Cloeosiphon en behoort tot de familie Aspidosiphonidae. De wetenschappelijke naam van de soort werd voor het eerst geldig gepubliceerd in 1865 door de Quatrefages.